# 南勢 (雲林縣)
南勢，是台灣雲林縣斗南鎮的一個傳統地域名稱，位於該鎮南部。相較於今日行政區，其範圍大致包括新南里不含西南部、石龜里不含東部。

## 歷史
台灣清治末期至日治初期，南勢地區為一街庄，稱為「南勢庄」，隸屬於他里霧堡。該庄北及東北與阿丹庄為鄰，東南與蔴園庄為鄰，南邊為三角仔庄，西南邊為石龜溪庄，西北邊為林仔庄。
1901年（日治明治三十四年）11月，全台廢縣廳改設二十廳，該庄隸屬於斗六廳。1903年（明治三十六年）6月，該庄編入「他里霧區」，隸屬於斗六廳。1909年（明治四十二年）10月，合併二十廳為十二廳，他里霧區改隸屬於嘉義廳。1920年（大正九年），全台地方制度大改正，廢十二廳改設五州二廳，該庄改制為「南勢」大字，隸屬於臺南州斗六郡斗南庄。1940年，斗南庄升格為斗南街。
戰後斗南街改制為斗南鎮，隸屬於臺南縣，大字亦改制為里。1950年10月，雲、嘉、南分治，斗南鎮改隸屬雲林縣。

## 聚落
本地區發展較早的聚落有南勢（新南）、崙仔藔，在日治期初期的官方地圖上已有記載。此外，本地區尚有石頭崎聚落。

## 交通
台鐵縱貫線是台灣西部南北鐵路幹線，大致以北北東—南南西走向經過南勢地區西部邊界外不遠處。北側最近的車站是斗南車站，屬二等站，停靠部分自強號及全部的莒光號及區間車；南側最近的是石龜車站，屬招呼站，僅停靠區間車。由此等可前往台鐵沿線各站。
省道台78線即「東西向快速公路－台西古坑線」，是雲林縣境內的東西向快速公路，大致以西南西—東北東走向繞大彎轉西微北—東微南走向再繞大彎轉西南微西—東北微北走向經過南勢地區北部邊界外不遠處。西側最近的交流道是西北方省道台1線交會處的斗南交流道，東側最近的是東北方省道台3線交會處的古坑交流道。由此等向西可前往虎尾南部、土庫、元長北部、東勢、台西等地；向東可前往高厝林子頭的東側端點（古坑端）並止於國道3號古坑系統交流道。
省道台1線（延平路三段）又稱「縱貫公路」，是台北至屏東楓港的傳統平面幹道，大致以北北東—南南西走向經過本地區西部邊界外不遠處，並位於鐵路以西。由該道路向北北東可前往斗南市區、虎尾東北部、莿桐西南部、西螺等地，向南南西可前往大埤東界、大林、溪口東部、民雄等地。
省道台3線俗稱「內山公路」，是臺北至屏東的幹道，大致以北北西—南南東走向蜿蜒經過本地區東部邊界外不遠處的古坑西部。由該道路向北北西經省道台78線（東西向快速公路－台西古坑線）斗六交流道後轉北北東可前往斗六、林內、竹山、名間等地；向南南東可前往古坑西南部、梅山、竹崎、番路西部等地。
縣道158乙線（永光路）是斗南鎮小東至古坑鄉永光的道路，大致以西北—東南走向轉西北微西—東南微東走向經過本地區東北部邊界外不遠處的阿丹地區。由該道路向西北可前往舊社東部、斗南市區、小東並止於其西部邊界處的縣道158號路口；向東南微東可前往麻園並止於省道台3線路口。
鄉道雲184線（泰山路）是林仔至南勢的道路，其東側端點（終點）位於本地中部偏北南勢聚落的鄉道雲189線路口。由此向西北蜿蜒而行，其後轉西北微西，經鄉道雲187線路口後出境，可前往林子並止於其西部邊界北側的省道台1線路口。
鄉道雲187線是崙仔至湖仔的道路，大致以北北東—南南西走向由本地區北部邊界西側入境後轉西南微南，經鄉道雲184線路口後於本地區西部邊界出境。由該道路向北北東可前往阿丹西部的崙仔聚落並止於其北郊的縣道158乙線路口（省道台78線高架橋下）；向西南微南可前往林子東南部、石龜溪並止於其南部的雲林、嘉義縣界。續行接嘉義縣鄉道嘉181線、嘉100線可前往北勢西北端、橋子頭中部、湖子並止於省道台1線路口。
鄉道雲188線是竹圍至南昌（溪底寮）的道路，大致以西北西—東南東走向到達本地區南部邊界西側，沿邊界行一段路後入境續直行，經鄉道雲189線路口後繞大彎轉東南出境。由該道路向西北西可前往石龜溪東北部、石龜溪與林子交界地帶、石龜溪並止於其西南部邊界處的省道台1線路口（大埤鄉茄苳腳地區竹圍聚落東郊）；向東南繞大彎轉南南東可前往麻園西部中洲仔聚落、崁腳地區東北部的溪底寮聚落並止於省道台3線路口。
鄉道雲188-1線是中洲仔至溪洲仔的道路，大致以南南西—北北東走向蜿蜒經過本地區東南部中央凸出部分。由該道路向南南西轉南可前往麻園地區中洲仔聚落並止於鄉道雲188線路口；向北北東轉北再轉東蜿蜒而行可經麻園地區新庄仔聚落前往麻園與崁腳交界地帶並止於鄉道雲194線路口（溪洲仔聚落東北郊）。
鄉道雲189線是溫厝角至南勢的道路，其南側端點（終點）位於本地區南部略偏東的鄉道雲188線路口。由此向北轉西北蜿蜒而行，於南勢聚落經鄉道雲184線終點路口轉北北東，出境後可前往阿丹、溫厝角並止於縣道158甲線路口。